# Saveuse
Saveuse est une commune française située dans le département de la Somme, en région Hauts-de-France.

## Géographie

### Localisation
Saveuse est un village picard de l'Amiénois.
Limitrophe d'Amiens et d'Ailly-sur-Somme, la commune est située à 36 km au sud-est d'Abbeville, à vol d'oiseau.
Le territoire de la commune est limitrophe de ceux de cinq communes.
Les communes limitrophes sont Ailly-sur-Somme, Amiens, Dreuil-lès-Amiens, Ferrières et Pont-de-Metz.

### Géologie et relief
Le village se situe sur la pente du plateau qui forme la rive gauche de la vallée de la Somme. Son territoire de 399 ha, est passablement accidenté. L'altitude cumule à 85 m au sud-est de la forêt d'Ailly ; l'altitude la plus basse, soit 45 m, se trouve dans la vallée de Grâce.

Paysage urbain
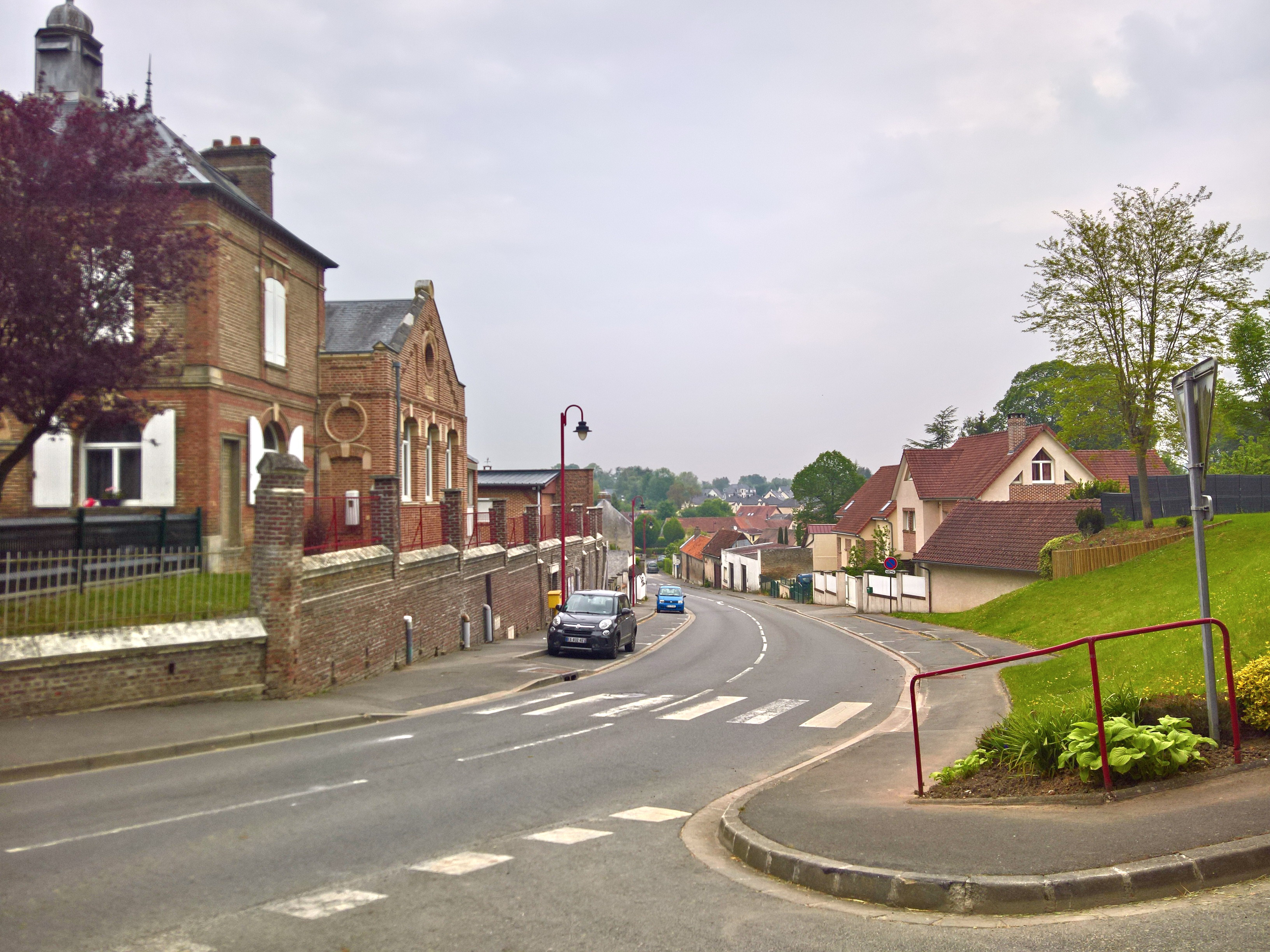
La rue principale.
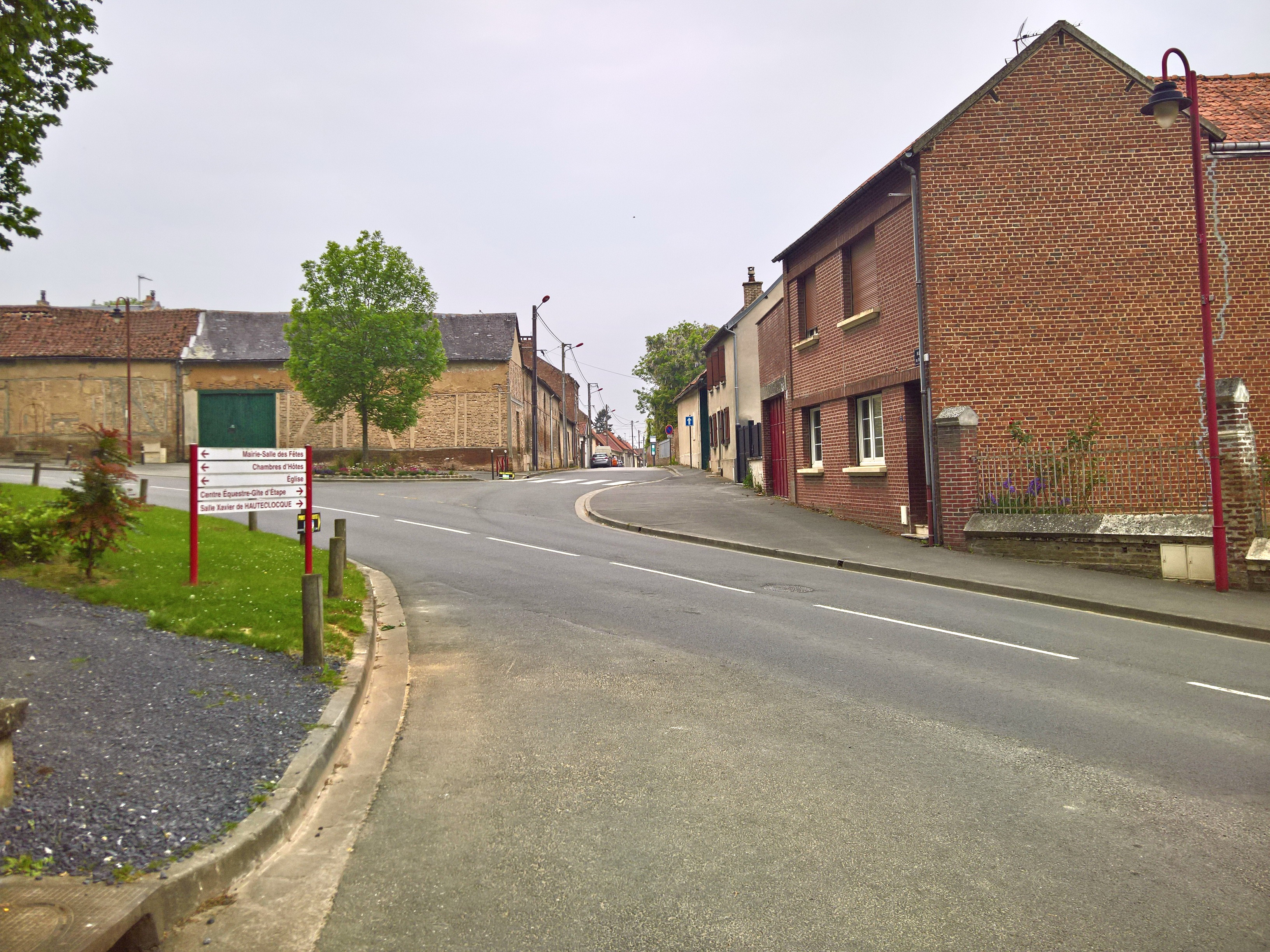
La rue du Bois

### Hydrographie
La commune est située dans le bassin Artois-Picardie. Elle n'est drainée par aucun cours d'eau.

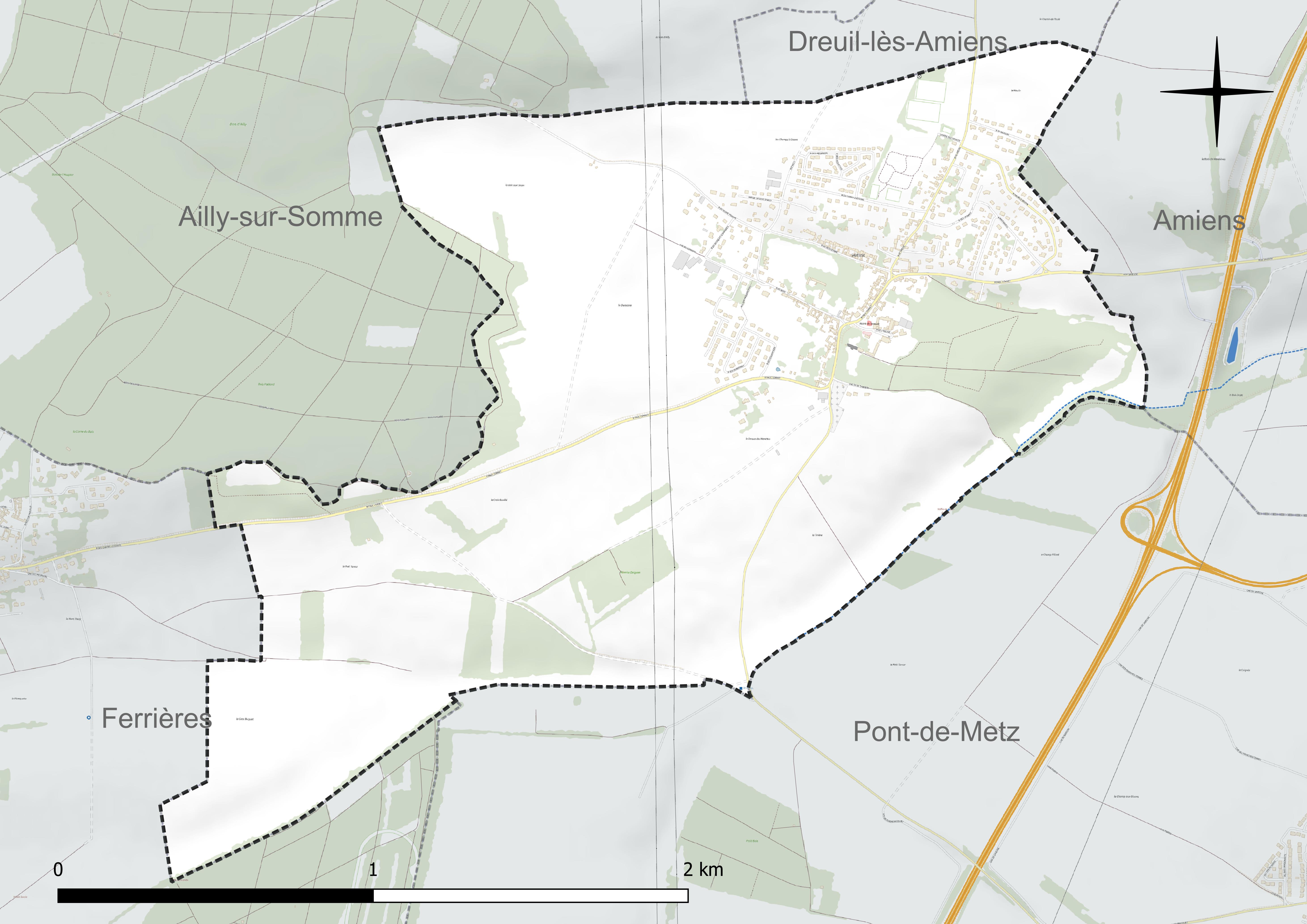
Réseau hydrographique de Saveuse.

### Climat
Pour des articles plus généraux, voir Climat des Hauts-de-France et Climat de la Somme.
En 2010, le climat de la commune est de type climat océanique dégradé des plaines du Centre et du Nord, selon une étude du CNRS s'appuyant sur une série de données couvrant la période 1971-2000. En 2020, Météo-France publie une typologie des climats de la France métropolitaine dans laquelle la commune est exposée à un climat océanique et est dans une zone de transition entre les régions climatiques « Nord-est du bassin Parisien » et « Côtes de la Manche orientale ».
Pour la période 1971-2000, la température annuelle moyenne est de 10,4 °C, avec une amplitude thermique annuelle de 13,4 °C. Le cumul annuel moyen de précipitations est de 695 mm, avec 11,7 jours de précipitations en janvier et 8,5 jours en juillet. Pour la période 1991-2020, la température moyenne annuelle observée sur la station météorologique la plus proche, située sur la commune de Glisy à 13 km à vol d'oiseau, est de 11,1 °C et le cumul annuel moyen de précipitations est de 646,6 mm,. Pour l'avenir, les paramètres climatiques de la commune estimés pour 2050 selon différents scénarios d'émission de gaz à effet de serre sont consultables sur un site dédié publié par Météo-France en novembre 2022.

## Urbanisme

### Typologie
Au 1er janvier 2024, Saveuse est catégorisée ceinture urbaine, selon la nouvelle grille communale de densité à sept niveaux définie par l'Insee en 2022.
Elle est située hors unité urbaine. Par ailleurs la commune fait partie de l'aire d'attraction d'Amiens, dont elle est une commune de la couronne,. Cette aire, qui regroupe 369 communes, est catégorisée dans les aires de 200 000 à moins de 700 000 habitants,.

### Occupation des sols
L'occupation des sols de la commune, telle qu'elle ressort de la base de données européenne d'occupation biophysique des sols Corine Land Cover (CLC), est marquée par l'importance des territoires agricoles (73,4 % en 2018), en diminution par rapport à 1990 (75,2 %). La répartition détaillée en 2018 est la suivante : 
terres arables (73,4 %), zones urbanisées (15,8 %), forêts (10,8 %). L'évolution de l'occupation des sols de la commune et de ses infrastructures peut être observée sur les différentes représentations cartographiques du territoire : la carte de Cassini (XVIIIe siècle), la carte d'état-major (1820-1866) et les cartes ou photos aériennes de l'IGN pour la période actuelle (1950 à aujourd'hui).

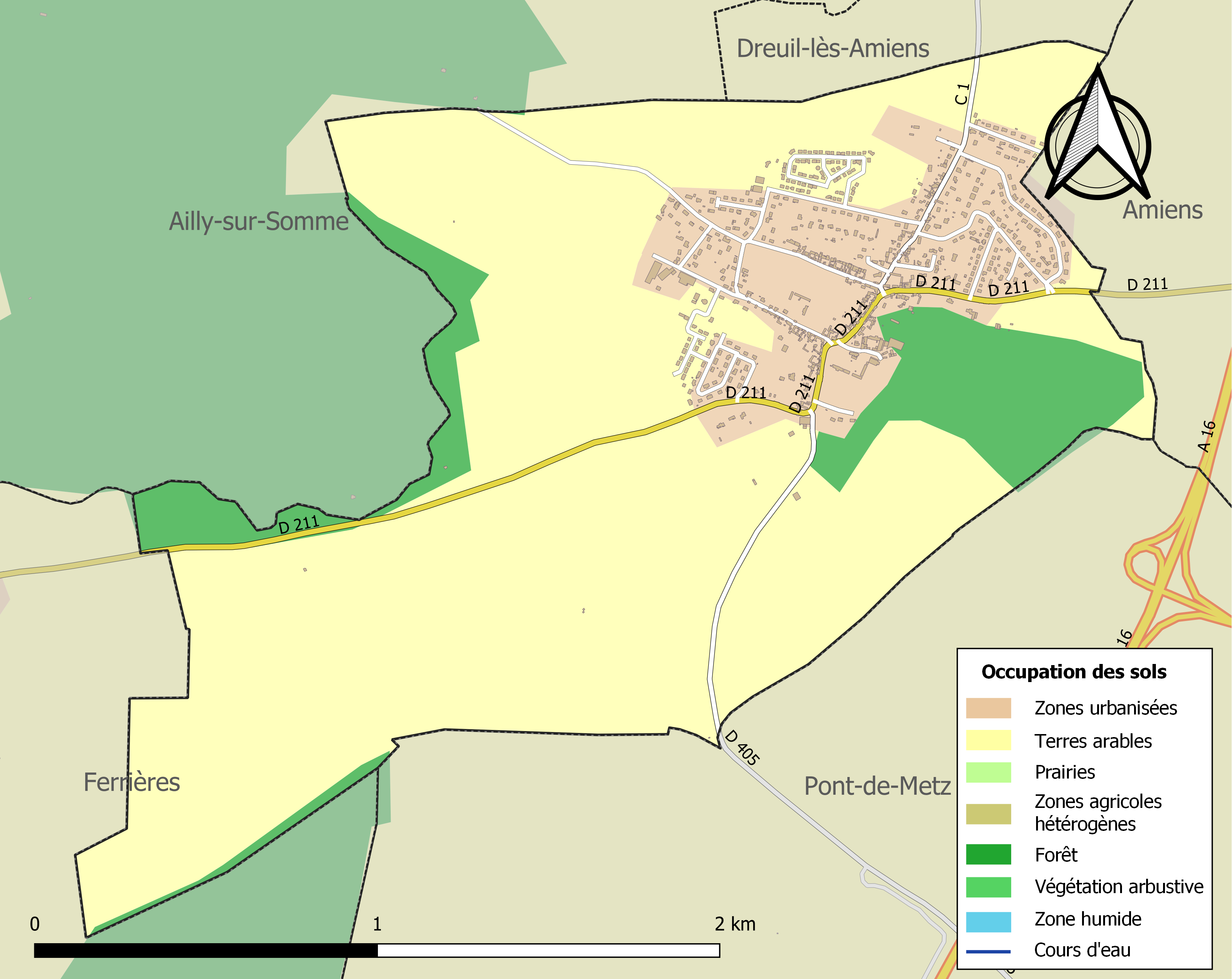
Carte des infrastructures et de l'occupation des sols de la commune en 2018 (CLC).

### Voies de communication et transports
La localité est desservie par la ligne 16 du réseau Ametis d'Amiens, chaque jour de la semaine sauf le dimanche et les jours fériés.
La gare TER la plus est proche celle de Dreuil-lès-Amiens.
Le village, très verdoyant, est propice aux balades et aux randonnées. Il est d'ailleurs traversé par le GR 123.

## Toponymie
Le nom de la localité est attesté sous les formes Saveusii (1151) ; Saveuses (1202) ; Saveuse (1423) ; Saveuzes (1497) ; Saveuze (1638) ; Saneuf (1648).

## Histoire
On sait peu de choses des origines du village, le peuplement est ancien et remonterait à l'époque gallo-romaine. La première mention écrite concernant un seigneur du village remonte au XIe siècle. À cette époque, Saveuse dépend de la seigneurie de Picquigny.
Au fil des siècles, le village a été victime de différentes guerres et invasions. Par exemple, il fut pillé par les Anglais en 1465. Lors de la guerre de Trente Ans les Espagnols brûlèrent le village le 21 août 1636.

## Politique et administration

### Rattachements administratifs et électoraux
La commune se trouve dans l'arrondissement d'Amiens du département de la Somme. Pour l'élection des députés, elle fait partie depuis 1958 de la première circonscription de la Somme.
Elle faisait partie de 1801 à 1975 du premier canton d'Amiens-4, année où elle intègre le canton d'Amiens 1er (Ouest). Dans le cadre du redécoupage cantonal de 2014 en France, la commune est désormais rattachée au canton d'Ailly-sur-Somme.
Saveuse fait partie de la communauté d'agglomération Amiens Métropole.

### Intercommunalité
La commune est membre de la communauté d'agglomération Amiens Métropole, créée en 2000.

### Liste des maires
| Période                                  | Période                      | Identité          | Étiquette | Qualité |
| ---------------------------------------- | ---------------------------- | ----------------- | --------- | --- |
| Les données manquantes sont à compléter. |                              |                   |           | |
|                                          | mars 2001                    | M. Gustave Dufour |           | |
| mars 2001                                | 2014                         | Claude Meulin     |           | |
| 2014                                     | En cours (au 8 octobre 2020) | Georges Dufour    |           | Agriculteur retraité, fils du maire jusqu'en 2001 M. Dufour Vice-président de la CA Amiens Métropole (2020 → ) Réélu pour le mandat 2020-2026, |

### Politique environnementale
En 2021, la commune obtient une fleur au classement des villes et villages fleuris.

## Démographie
L'évolution du nombre d'habitants est connue à travers les recensements de la population effectués dans la commune depuis 1793. Pour les communes de moins de 10 000 habitants, une enquête de recensement portant sur toute la population est réalisée tous les cinq ans, les populations de référence des années intermédiaires étant quant à elles estimées par interpolation ou extrapolation. Pour la commune, le premier recensement exhaustif entrant dans le cadre du nouveau dispositif a été réalisé en 2007.

En 2022, la commune comptait 1 086 habitants, en évolution de +18,43 % par rapport à 2016 (Somme : −1,26 %, France hors Mayotte : +2,11 %).
| 1793 | 1806 | 1821 | 1831 | 1836 | 1841 | 1846 | 1851 | 1856 |
| ---- | ---- | ---- | ---- | ---- | ---- | ---- | ---- | ---- |
| 307  | 325  | 354  | 405  | 434  | 424  | 441  | 472  | 526  |

| 1861 | 1866 | 1872 | 1876 | 1881 | 1886 | 1891 | 1896 | 1901 |
| ---- | ---- | ---- | ---- | ---- | ---- | ---- | ---- | ---- |
| 514  | 498  | 485  | 445  | 431  | 405  | 368  | 392  | 341  |

| 1906 | 1911 | 1921 | 1926 | 1931 | 1936 | 1946 | 1954 | 1962 |
| ---- | ---- | ---- | ---- | ---- | ---- | ---- | ---- | ---- |
| 327  | 317  | 289  | 309  | 307  | 299  | 301  | 285  | 340  |

| 1968 | 1975 | 1982 | 1990 | 1999 | 2006 | 2007 | 2012 | 2017 |
| ---- | ---- | ---- | ---- | ---- | ---- | ---- | ---- | ---- |
| 355  | 604  | 858  | 864  | 776  | 726  | 719  | 810  | 932  |

| 2022  | - | - | - | - | - | - | - | - |
| ----- | - | - | - | - | - | - | - | - |
| 1 086 | - | - | - | - | - | - | - | - |

En 1674, on peut estimer la population à 140 habitants. En 1792, soit 118 ans plus tard, la population s'élève à 330 habitants. On constate que la population du village continue d'augmenter dans la première moitié du XIXe siècle, pour atteindre plus de 500 habitants en 1860 puis décroît dans la seconde moitié, à cause d'une diminution de la fécondité et de l'exode rural. En 1906, le village a retrouvé son niveau de population de 1792. La population du village reste relativement stable jusqu'en 1960. Après cette date des lotissements furent construits ce qui permit à la population d'augmenter pour dépasser les 900 habitants. Actuellement, la commune compte près de 800 habitants.

## Culture locale et patrimoine

### Lieux et monuments
- Église Notre-Dame-de-la-Nativité, restaurée en 2006.
- Château, construit tout en pierre au XVIIIe siècle[23]. Propriété de la famille du Crocquet de Saveuse, puis de la famille de Hauteclocque.

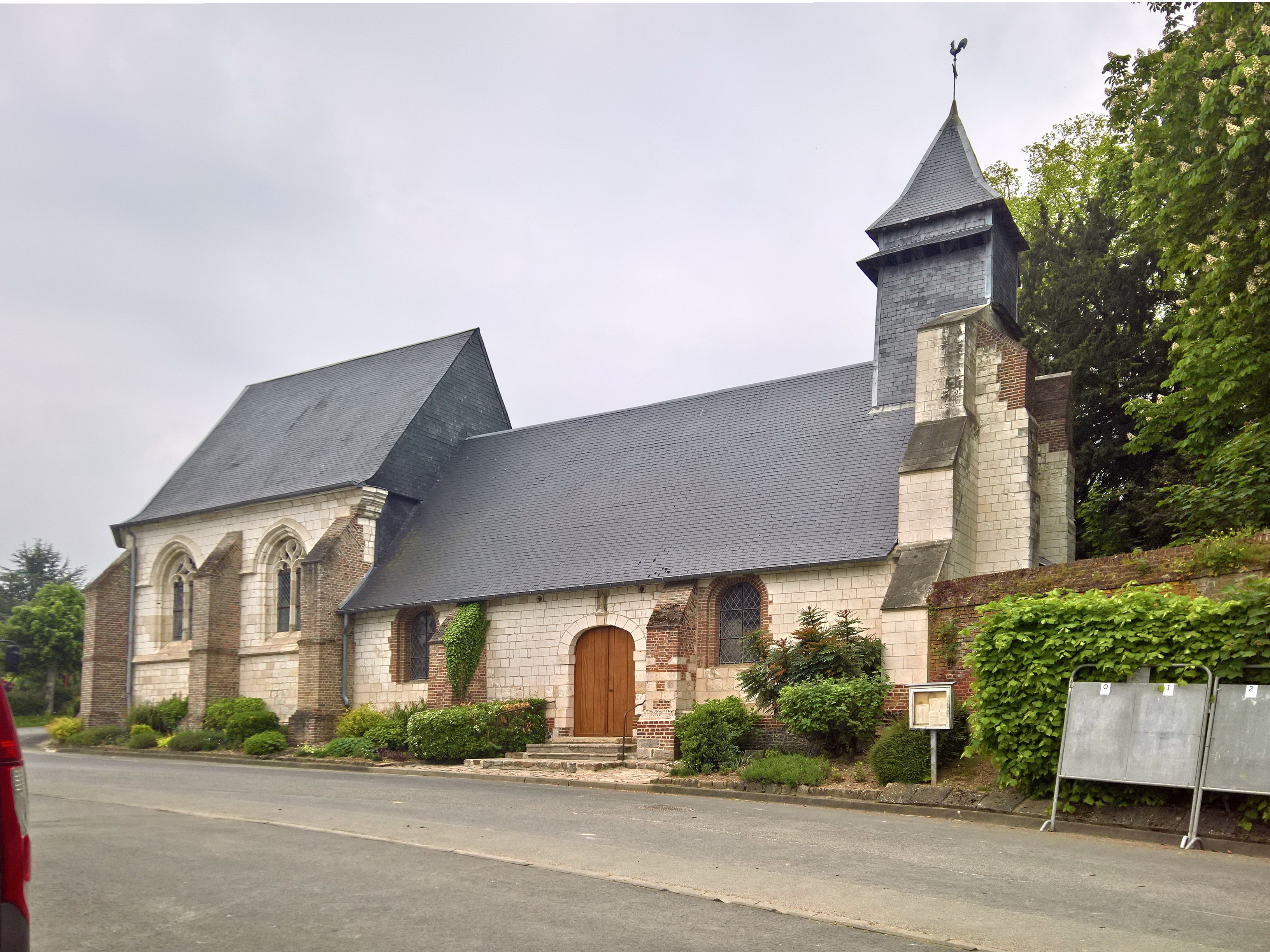
L'église.
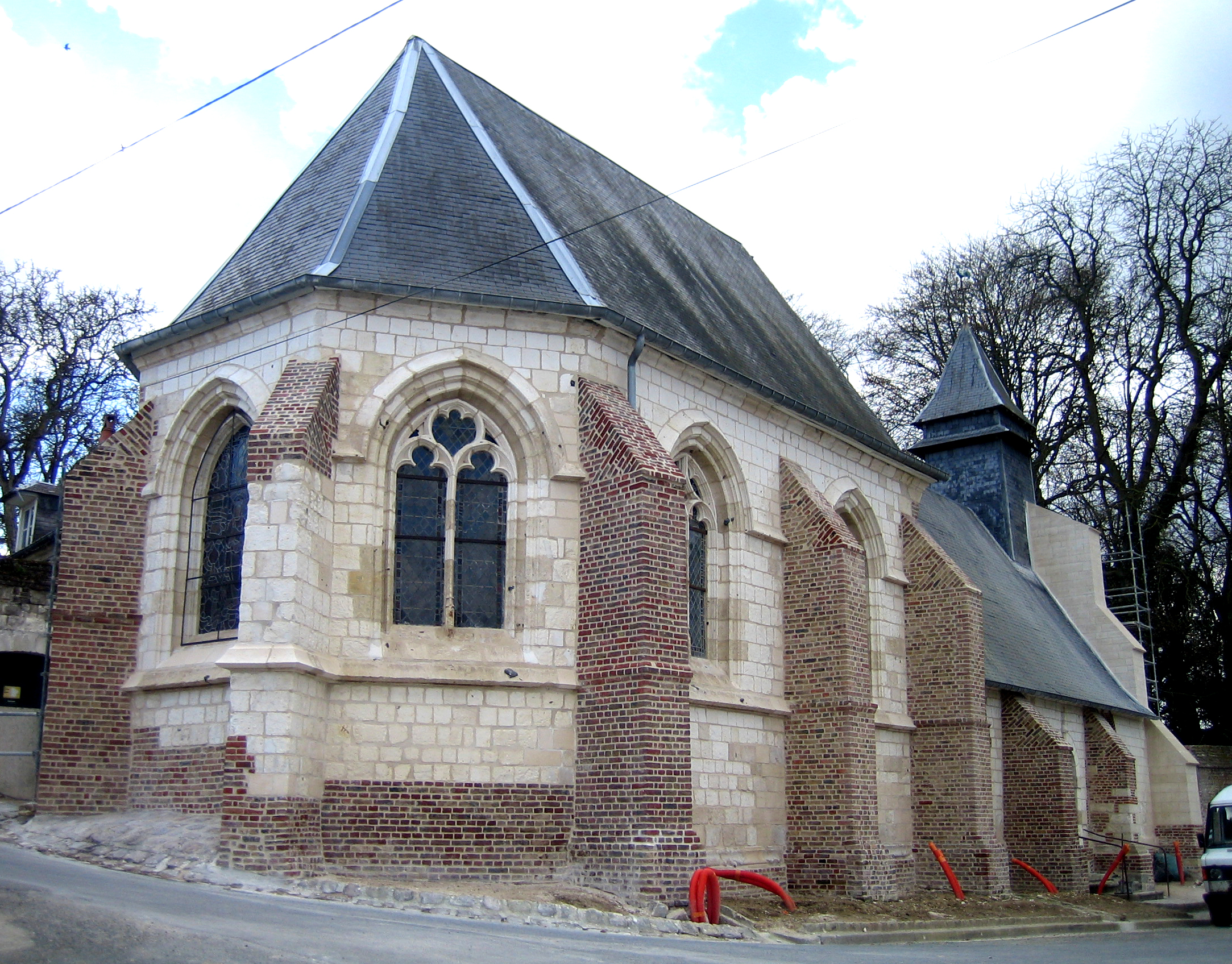
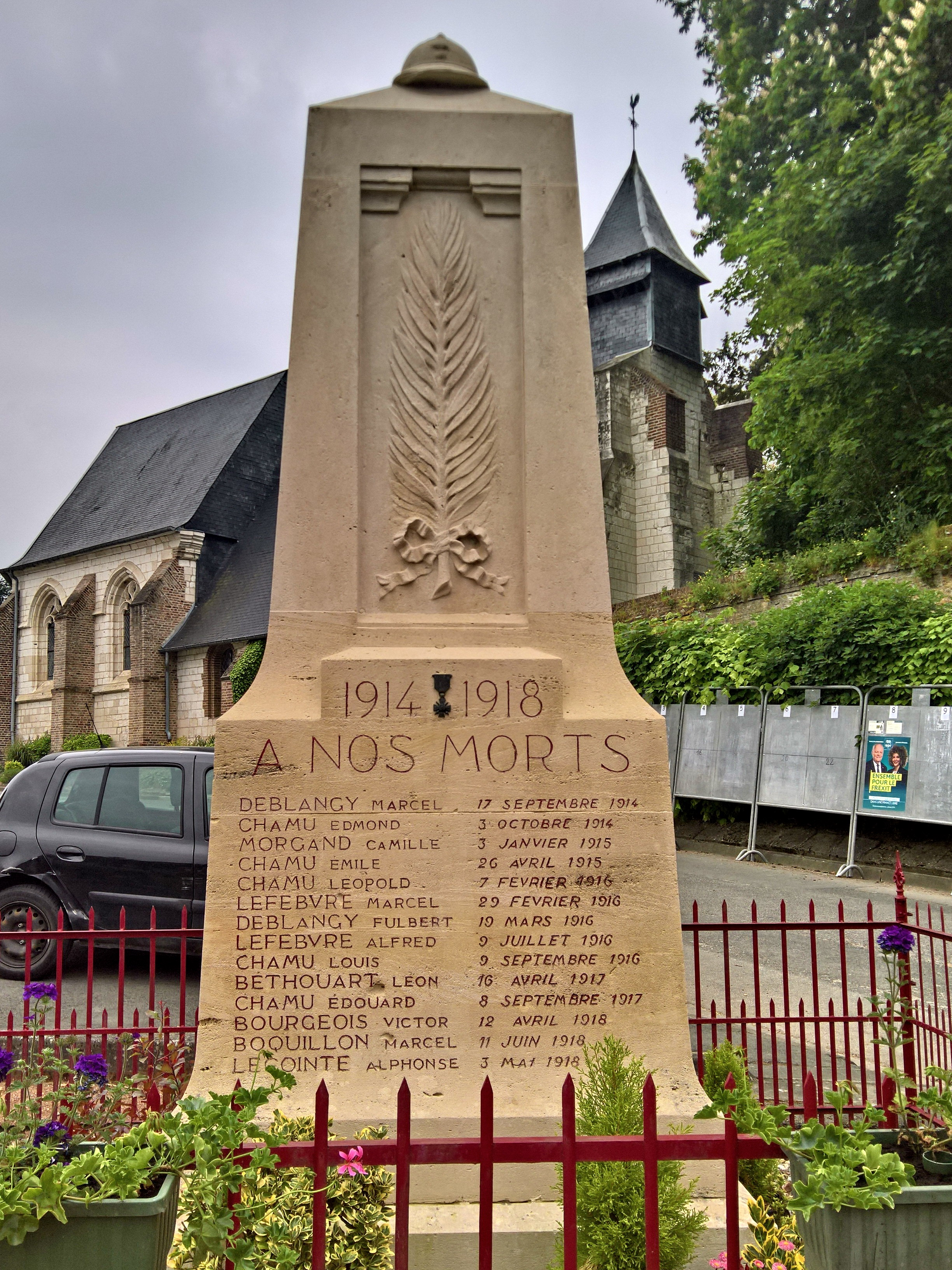
Monument aux morts.
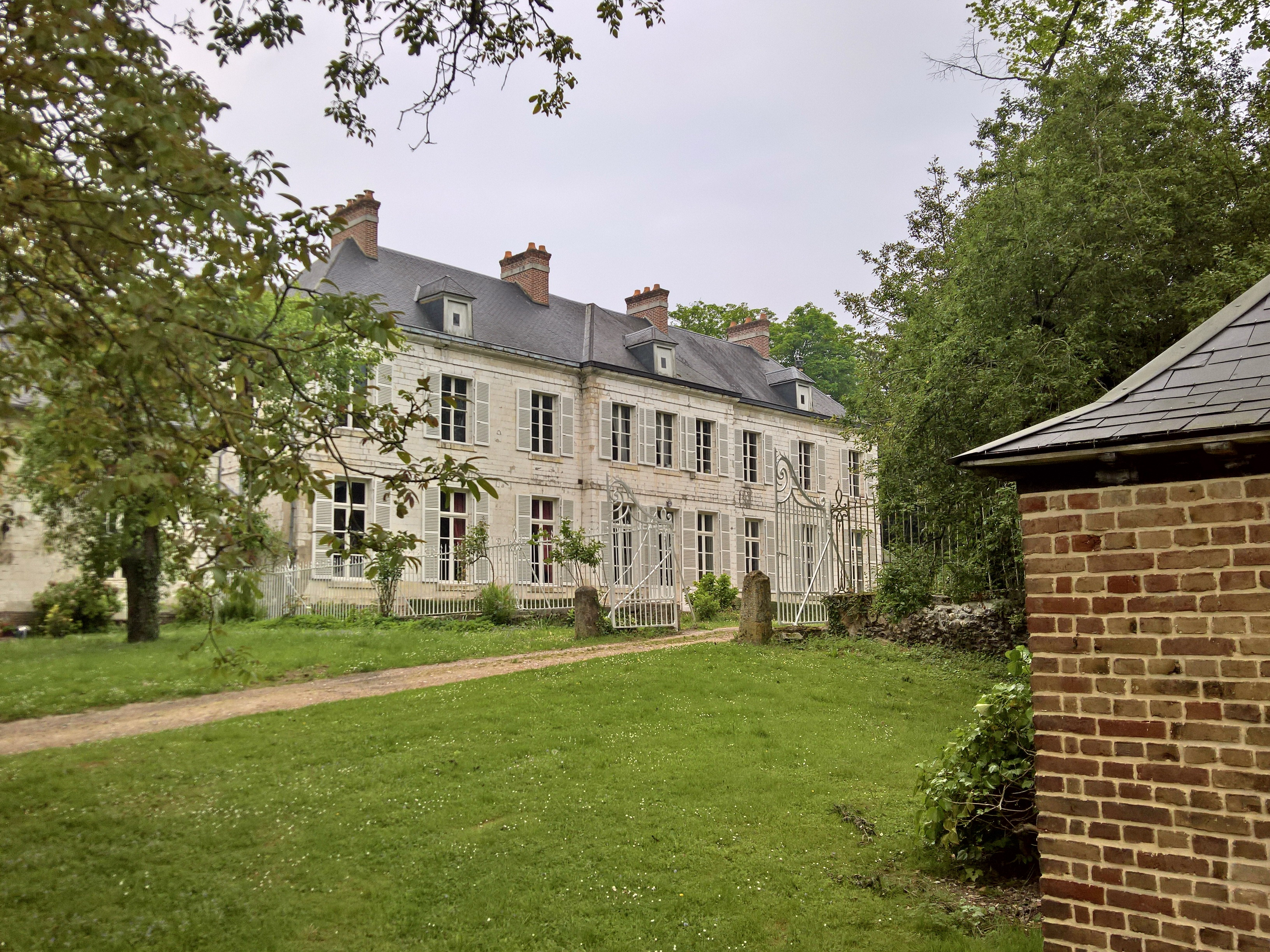
Le château.
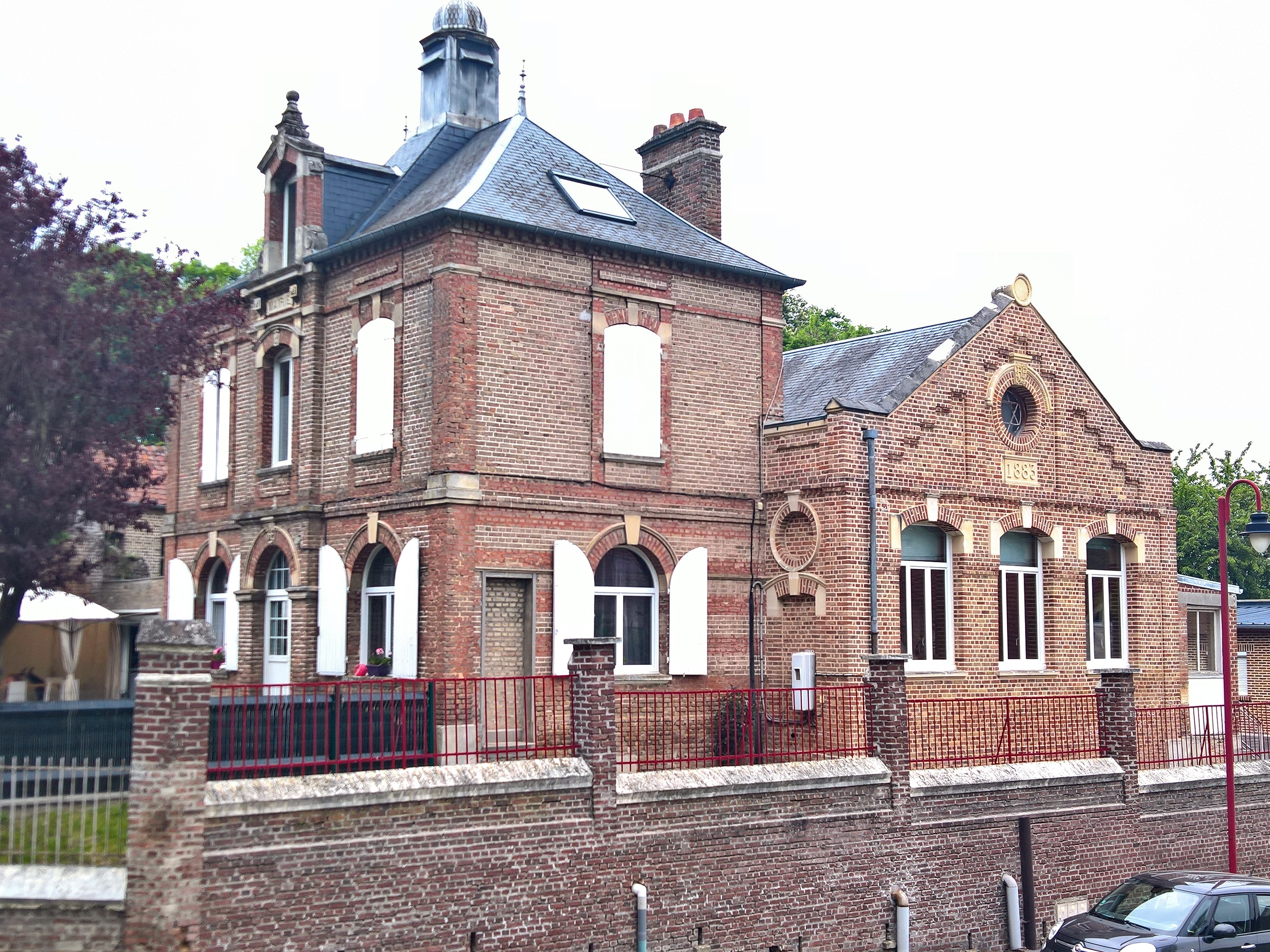
L'ancienne mairie-école.

### Personnalités liées à la commune
- Xavier de Hauteclocque, né à Saveuse le 12 août 1897 ; journaliste et écrivain.
- Localité liée à l'histoire de la famille de Saveuse, celle même de l'actrice Laure Saveuse[réf. nécessaire], dont plusieurs membres se sont illustrés au cours du Moyen Âge[24] : 
  - En 1190, Philippe de Saveuse part pour la Terre sainte avec Philippe Auguste pour la Troisième croisade.
  - En 1219, Guillaume de Saveuse participe à la cinquième croisade. Son nom figure dans la deuxième salle des croisades du château de Versailles.
  - Marlet de Saveuse fut premier chambellan des rois Charles V et Charles VI.
  - Hector de Saveuse se distingua au siège d'Arras en 1414.
  - Guillaume de Saveuse eut la garde de Charles VI pendant sa démence et fut tué à la bataille d'Azincourt en 1415.
  - Philippe de Saveuse, capitaine de la Cité d'Arras, créa en 1442 le couvent des filles de Sainte Claire d'Arras.
  - Imbert de Saveuse, chevalier, seigneur de Lozinghem, Marquion, Vraigne, conseiller et maître des requêtes de l'hôtel du roi, bailli d'Amiens, épouse vers 1530 Marie de Saint-Fuscien, possédant les terres de Querrieu, Coisy, Renneville et Bougainville.
  - Gabrielle de Saveuse, dame de Querrieu, épouse en secondes noces le 14 janvier 1596 Robert de Gaudechart. Leur fils François de Gaudechart reçoit le titre de marquis de Querrieu le 5 septembre 1653.

### Héraldique
| Armes de Saveuse | Les armes peuvent se blasonner ainsi : de gueules à la bande d'or, accompagnée de six billettes du même. |